# Феликс Пашић
Феликс Пашић (Сплит, 19. фебруар 1939 — Београд, 31. јул 2010) био је српски позоришни и литерарни критичар, новинар, публициста и преводилац. Добитник је више признања и награда, од тога две Стеријине награде за позоришну критику (1983, 1992) и Стеријина награда за нарочите заслуге на унапређењу позоришне уметности и културе (2006).

## Дела

### Књиге
- Савременици (1965)
- Олуја (1987)
- Како смо чекали Годоа кад су цветале тикве (1992)
- Карло Булић - авантура као живот (1992)
- Зоран (1995)
- Глумци говоре I, II (2003)
- Мира Траиловић, госпођа из великог света (2006)
- Јоакимови потомци (2006)

### Монографије
- Град театар Будва - Првих десет година (1998)
- Десет фестивала позоришта за ђецу (2002)
- Град театар Будва - Других десет година (2007)
- Београдско драмско позориште - 60 година (2007)
- Вук, з. п. Тршић, Вукови сабори 1933-2008 (2008)
- Звездара театар 1984-2009 (2009)